# American Basketball League
De American Basketball League (ABL) was een Amerikaanse professionele basketbalcompetitie voor dames. De competitie bestond van 1996 tot 1998 parallel aan de Women's National Basketball Association (WNBA) en bestond de meeste seizoenen uit 9 teams.

## Geschiedenis
De ABL kwam eerder van de grond dan de WNBA, en in ieder geval al vroeg was de spelkwaliteit hoger dan die van de rivaliserende competitie. Dit was gedeeltelijk te danken aan de ondertekening door de competitie van een meerderheid van de spelers van het Amerikaanse nationale damesteam uit 1996. Hoewel de WNBA werd gefinancierd door de NBA, bood de ABL hogere salarissen. De twee competities streden niet rechtstreeks; de ABL speelde tijdens de winter, terwijl de WNBA tijdens de zomer speelde. Door deze regeling concurreerde de ABL echter met de gevestigde heren-NBA om publiek. Uiteindelijk vond de ABL dat de sterkere financiële middelen van de WNBA – aangevuld met de marketingmachine van de NBA – te veel waren om te overwinnen. De competitie opereerde als een structuur met één entiteit, die bedoeld was om de kosten onder controle te houden totdat ze haar draai vond. Het betekende echter ook dat zelfs de meest fundamentele beslissingen met betrekking tot teamoperaties via het competitiekantoor in Palo Alto, Californië moesten gaan. Ook was de ABL ondergefinancierd.

## Eastern Conference
- Atlanta Glory, 1996–1998
- Columbus Quest, 1996–1999
- New England Blizzard, 1996–1999
- Richmond Rage, 1996–1997  (overgestapt; nieuwe naam Philadelphia Rage 1997–1999)
- Chicago Condors, 1998–1999
- Nashville Noise, 1998–1999

## Western Conference
- Colorado Xplosion, 1996–1999
- Portland Power, 1996–1999
- San Jose Lasers, 1996–1999
- Seattle Reign, 1996–1999
- Long Beach Stingrays, 1997–1998

## Kampioenen
| Jaar    | Winnend team   | Eindstand (gewonnen-verloren) | Verliezend team      |               |
| ------- | -------------- | ----------------------------- | -------------------- | ------------- |
| 1996–97 | Columbus Quest | 3–2                           | Richmond Rage        |               |
| 1997–98 | Columbus Quest | 3–2                           | Long Beach Stingrays |               |
| 1998–99 | niet gehouden  | niet gehouden                 | niet gehouden        | niet gehouden |

### Aantal ABL-titels
| Team           | Kampioenschappen | Jaren      |
| -------------- | ---------------- | ---------- |
| Columbus Quest | 2                | 1997, 1998 |

## Bekende (voormalige) spelers
| - Jennifer Azzi - Cindy Brown - Teresa Edwards - Jackie Joyner-Kersee - Yolanda Griffith - Shannon Johnson - Venus Lacy - Andrea Lloyd-Curry - Nikki McCray - Carla McGhee - Katie Smith - Dawn Staley - Katy Steding - Natalie Williams - Kara Wolters |